# 中国空间站工程
中国空间站工程，又称天宮计划，是中华人民共和国独立进行的一个空间站研发建造计划，同时也是自1992年起正式立项的中国载人航天工程的一部分。其最终目标是要在中華人民共和国的主导下，于低地轨道上自主建设并运行一个可与和平号空间站相媲美的第三代积木式构型空间站，即天宫空间站，首三個模組在2022年10月全面建成。而在此之前，中国已在其早先发射的天宫一号目标飞行器和天宫二号空间实验室等一系列相关的实验任务中完成了相应技术的试验和验证。

## 发展背景
中華人民共和国早在2001年就希望藉与欧洲空间局的合作机会参与国际空间站的建设，并随后几年多次表态希望参与国际空间站建设，但屡次以技术保密、资金短缺等理由被拒绝。2011年美国总统奥巴马和美国国会通过沃尔夫条款，立法禁止了美国国家航空航天局与中華人民共和国国家航天局进行任何科学或技术交流。因此，中華人民共和国不得不自行试验研究并开发空间站系统。
天宮计划分两个阶段进行。试验阶段包括天宫一号目标飞行器、天宫二号空间实验室（計畫變更）、天宫三号試驗核心艙（已取消）。之后开始正式组建常驻的天宫空间站，预计运营十年以上，最少採用三個軌道艙組成，不低於60噸，最大规模可升級达180吨。其组成过程中将先发射无人空间实验室，而后再用运载火箭将载人飞船送入太空，与停留在轨道上的实验室交会对接，航天员从飞船的附加段进入空间实验室，开展工作。航天员的生活必需品和工作所需的材料、设备均由飞船运送，载人飞船停靠在实验室外边，作为应急救生飞船。如果实验室发生故障，可随时载航天员返回，航天员工作完成后，乘飞船返回。
2011年9月29日，第一个先导试验型的空间站天宫一号发射。2016年9月15日，发射天宫二号。中華人民共和国于2011年至2019年超前进行了所有試驗工作，于2021年左右开始在轨组建自己的80吨级载人空间站，并开展大规模的空间应用。

## 历程和演化

### 立项
2010年9月25日，中共中央总书记胡锦涛主持召开中共中央政治局常委会会议，批准了《载人空间站工程实施方案》。方案中提出载人空间站工程的任务目标是在2016年前后，研制并发射8吨级空间实验室，突破和掌握航天员中期驻留、再生式生命保障以及货运飞船补加等空间站关键技术，开展一定规模的空间应用；在2020年前后，研制并发射基本模块为20吨级舱段组合的空间站，突破和掌握近地空间站组合体的建造和运营技术、近地空间长期载人飞行技术，开展较大规模的空间应用，为经济社会发展提供先进的空间技术平台。

### 技术验证

#### 空间实验室阶段
根据载人航天工程第二步任务规划，中国在2011年9月29日于酒泉卫星发射中心成功发射了天宫一号目标飞行器，2016年退役，并且已在北京时间2016年9月15日晚间22时12分04秒于酒泉卫星发射中心成功发射天宫二号空间实验室替補。另外发射了4艘飞船——無人的神舟八号和載人的神舟九号、神舟十号、神舟十一号——进行交会对接试验，至2019年全數取得成功。

### 全面建成

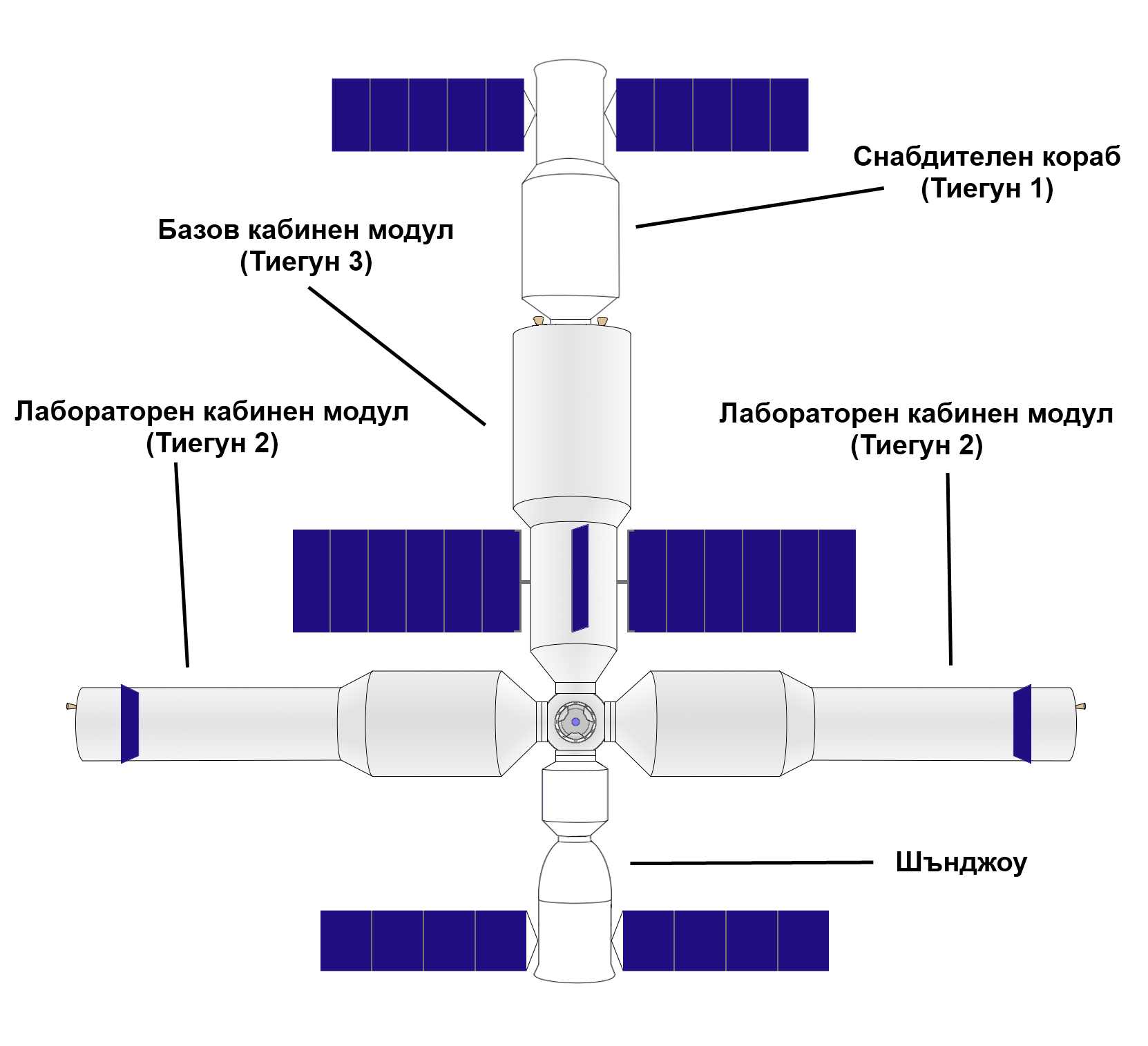
80吨级天宮空间站“T”字三段式基本构型圖（原方案）

#### 空间站阶段
中国未来的大型常驻空间站定名“天宫空间站”。于2021年4月29日發射核心舱，2021至2023年间在空间组建。计划运营十年以上。

## 空间实验室/空间站

### 已完成
- 天宫一号目标飞行器（2011年9月29日发射） —— 从酒泉由长二F发射，先后與无人的神舟八號以及载人的神舟九號、神舟十號對接，成功完成功能調試、短期驻扎任务并且掌握了空间交会对接技术等一系列測試任務。
- 天宫二号空间实验室（2016年9月15日发射） —— 从酒泉由长二F發射，先后与载人的神舟十一号以及无人的天舟一号货运飞船对接，成功完成中期驻扎任务及掌握空间补给技术等實用研究任務。

### 进行中
- 天宫空间站（预定2021年至2022年间组建） ：計劃于2021年至2022年间从文昌由长五乙依次發射天和核心舱、问天实验舱及夢天实验舱三段空间舱，并在空间组合成天宫空间站的基本型（Ｔ字型），并与多艘天舟货运飞船和神舟载人飞船对接，以完成长期长久不断续的常驻任务（每组航天员驻扎长达6月后进行轮替）。此后还可能在基本型的基础上增加三舱（未命名舱段A、B、C）构成空间站的扩展型（十字型）。60吨级的空间站基本型将拥有十年的设计寿命、两架机械臂（大型安置在天和核心舱外、小型在问天号实验舱外）。2021年4月29日11时22分，天宫空间站的天和核心舱在海南文昌航天发射场发射成功。2022年7月24日14时22分，天宫空间站的问天实验舱在海南文昌航天发射场发射成功，并于翌日3时13分与天和核心舱前向端口对接。2022年10月31日15时37分，天宫空间站的梦天实验舱在海南文昌航天发射场发射成功。

### 已取消
- 天宫三号空间实验室：取消，以天宫二号和天宫空间站的天和核心舱代替。[9]

## 发射任务列表
| 空间实验室阶段任务             | 空间实验室阶段任务 | 空间实验室阶段任务 | 空间实验室阶段任务 | 空间实验室阶段任务         | 空间实验室阶段任务              | 空间实验室阶段任务      | 空间实验室阶段任务 | 空间实验室阶段任务 |
| 载荷                           | 载荷类型           | 任务类型           | 飞行次序           | 运载火箭                   | 起飞时间（UTC+8）               | 发射工位                | 目标飞行器         | 结果               |
| ------------------------------ | ------------------ | ------------------ | ------------------ | -------------------------- | ------------------------------- | ----------------------- | ------------------ | ------------------ |
| 天宫一号                       | 空间实验室         | 无人               | 1                  | 改进型长征二号FT型运载火箭 | 2011年9月29日 21时16分03.507秒  | 酒泉卫星发射中心921工位 | 不适用             | 成功               |
| 神舟八号                       | 载人飞船           | 无人               | 2                  | 改进型长征二号F型运载火箭  | 2011年11月1日 05时58分10.430秒  | 酒泉卫星发射中心921工位 | 天宫一号           | 成功               |
| 神舟九号                       | 载人飞船           | 有人               | 3                  | 改进型长征二号F型运载火箭  | 2012年6月16日 18时37分24.558秒  | 酒泉卫星发射中心921工位 | 天宫一号           | 成功               |
| 神舟十号                       | 载人飞船           | 有人               | 4                  | 改进型长征二号F型运载火箭  | 2013年6月11日 17时38分02.666秒  | 酒泉卫星发射中心921工位 | 天宫一号           | 成功               |
| 长征七号首飞                   | 测试任务           | 测试任务           | 5                  | 长征七号运载火箭基本型     | 2016年6月25日 20時00分07.413秒  | 文昌航天发射场201工位   | 不适用             | 成功               |
| 天宫二号                       | 空间实验室         | 无人               | 6                  | 改进型长征二号FT型运载火箭 | 2016年9月15日 22时04分12.428秒  | 酒泉卫星发射中心921工位 | 不适用             | 成功               |
| 神舟十一号                     | 载人飞船           | 有人               | 7                  | 改进型长征二号F型运载火箭  | 2016年10月17日 07时30分31.409秒 | 酒泉卫星发射中心921工位 | 天宫二号           | 成功               |
| 天舟一号                       | 货运飞船           | 无人               | 8                  | 长征七号运载火箭基本型     | 2017年4月20日 19時41分35.361秒  | 文昌航天发射场201工位   | 天宫二号           | 成功               |
| 空间站阶段任务（关键技术验证） |                    |                    |                    |                            |                                 |                         |                    |                    |
| 长征五号乙首飞                 | 测试任务           | 测试任务           | 9                  | 长征五号乙运载火箭         | 2020年5月5日 18时00分27.092秒   | 文昌航天发射场101工位   | 不适用             | 成功               |
| 天和核心舱                     | 空间站组件         | 无人               | 10                 | 长征五号乙运载火箭         | 2021年4月29日 11时23分15.613秒  | 文昌航天发射场101工位   | 不适用             | 成功               |
| 天舟二号                       | 货运飞船           | 无人               | 11                 | 长征七号运载火箭基本型     | 2021年5月29日 20時55分29.373秒  | 文昌航天发射场201工位   | 天和核心舱         | 成功               |
| 神舟十二号                     | 载人飞船           | 有人               | 12                 | 改进型长征二号F型运载火箭  | 2021年6月17日 09时22分31.693秒  | 酒泉卫星发射中心921工位 | 天和核心舱         | 成功               |
| 天舟三号                       | 货运飞船           | 无人               | 13                 | 长征七号运载火箭基本型     | 2021年9月20日 15时10分11.392秒  | 文昌航天发射场201工位   | 天和核心舱         | 成功               |
| 神舟十三号                     | 载人飞船           | 有人               | 14                 | 改进型长征二号F型运载火箭  | 2021年10月16日 00时23分56.469秒 | 酒泉卫星发射中心921工位 | 天和核心舱         | 成功               |
| 空间站阶段任务（建造）         |                    |                    |                    |                            |                                 |                         |                    |                    |
| 天舟四号                       | 货运飞船           | 无人               | 15                 | 长征七号运载火箭基本型     | 2022年5月10日 01时56分37.376秒  | 文昌航天发射场201工位   | 天和核心舱         | 成功               |
| 神舟十四号                     | 载人飞船           | 有人               | 16                 | 改进型长征二号F型运载火箭  | 2022年6月5日 10时44分10.460秒   | 酒泉卫星发射中心921工位 | 天和核心舱         | 成功               |
| 问天实验舱                     | 空间站组件         | 无人               | 17                 | 长征五号乙运载火箭         | 2022年7月24日 14时22分32.057秒  | 文昌航天发射场101工位   | 天和核心舱         | 成功               |
| 梦天实验舱                     | 空间站组件         | 无人               | 18                 | 长征五号乙运载火箭         | 2022年10月31日 15时37分23.191秒 | 文昌航天发射场101工位   | 天和核心舱         | 成功               |
| 天舟五号                       | 货运飞船           | 无人               | 19                 | 长征七号运载火箭基本型     | 2022年11月12日 10时03分12.374秒 | 文昌航天发射场201工位   | 天和核心舱         | 成功               |
| 神舟十五号                     | 载人飞船           | 有人               | 20                 | 改进型长征二号F型运载火箭  | 2022年11月29日 23时08分17.457秒 | 酒泉卫星发射中心921工位 | 天和核心舱         | 成功               |
| 空间站阶段任务（应用与发展）   |                    |                    |                    |                            |                                 |                         |                    |                    |
| 天舟六号                       | 货运飞船           | 无人               | 21                 | 长征七号运载火箭基本型     | 2023年5月10日 21时22分51.052秒  | 文昌航天发射场201工位   | 天和核心舱         | 成功               |
| 神舟十六号                     | 载人飞船           | 有人               | 22                 | 改进型长征二号F运载火箭    | 2023年5月30日 09时31分13.480秒  | 酒泉卫星发射中心921工位 | 天和核心舱         | 成功               |
| \| 成功率：100% \|             |                    |                    |                    |                            |                                 |                         |                    |                    |
| 成功率：100%                   |                    |                    |                    |                            |                                 |                         |                    |                    |

## 图集

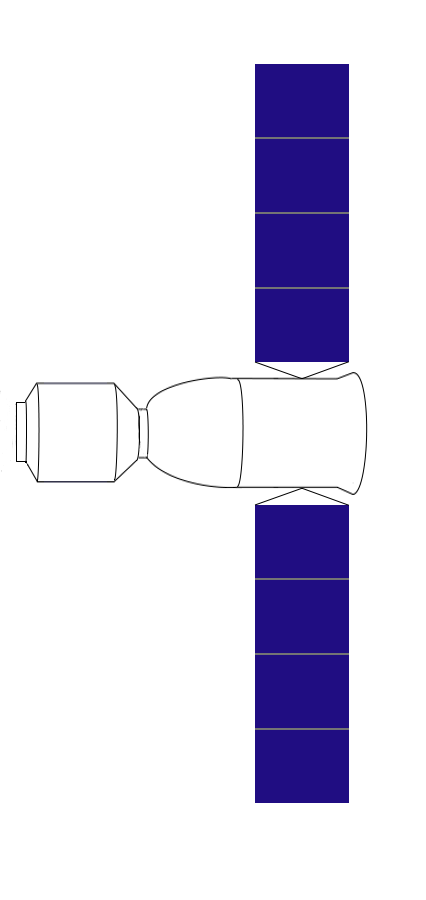
神舟载人飞船
天宫一号&二号示意图
天宫一号&二号与神舟飞船对接组合体示意图
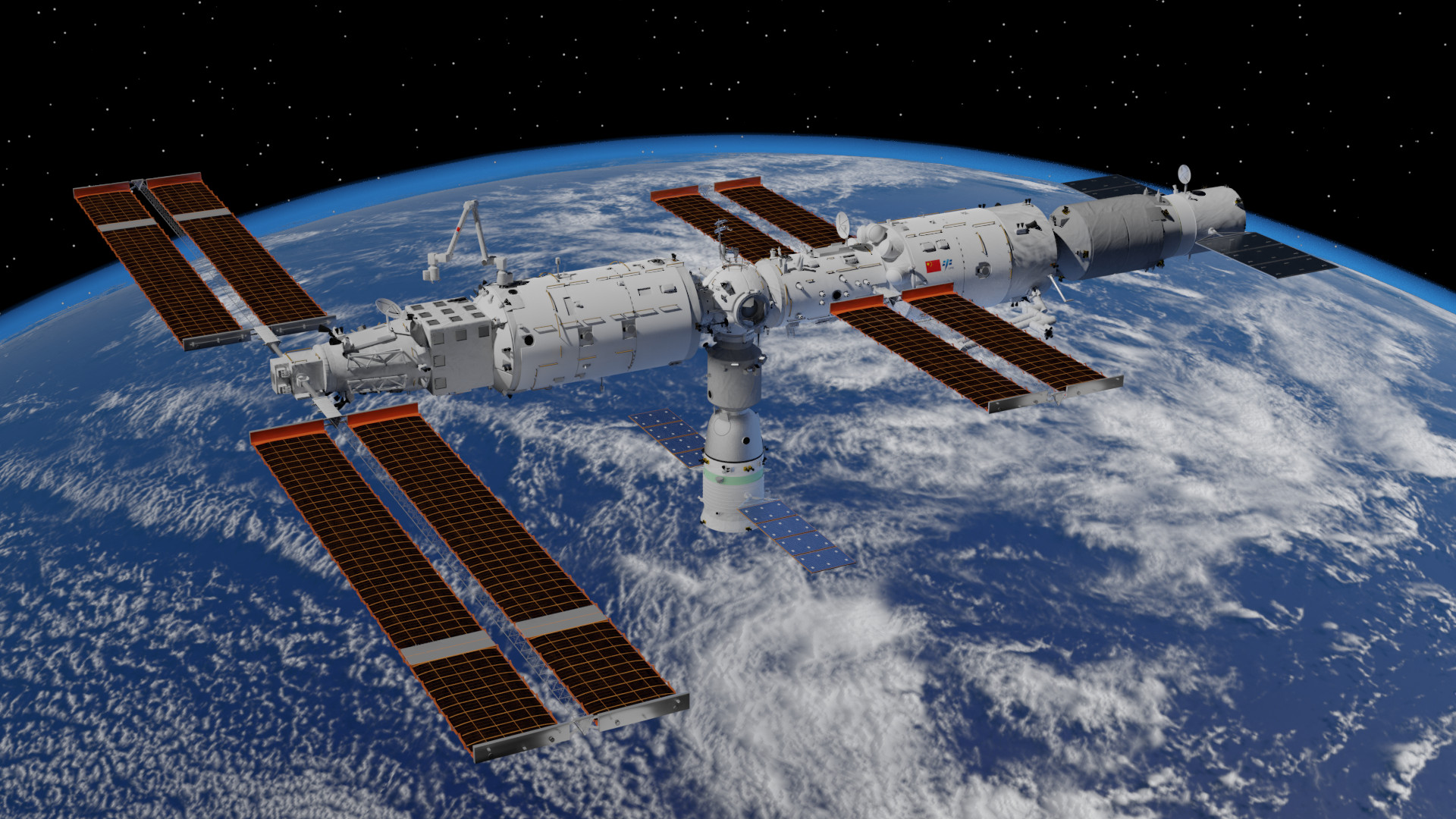
天宫空间站2022年8月构型示意图